# 모리티아
모리티아(Mauritia)는 인도 대륙과 아프리카의 마다가스카르 사이에 존재했던 대륙 파편(continental fragment)으로 지구가 지금의 모습을 갖춰가면서 바다 밑으로 사라졌다고 한다. 최근 오슬로 대학과 영국의 연구진이 모리티아의 흔적으로 추정되는 지르콘(Zircon)을 발견했다. 연구진은 인도양 해저 약 1만 미터 아래에 모리티아가 있을 것이라고 발표했다.

## 같이 보기
- 대륙 파편(en:Continental fragment, Micro-continent)